# Zygmunt Garstecki
Zygmunt Jan Garstecki (ur. 11 kwietnia 1912 w Skąpem, zm. 24 stycznia 1988) – polski działacz państwowy i partyjny, z wykształcenia polonista, poseł na Sejm PRL II kadencji (1957–1961), podsekretarz stanu w Ministerstwie Skupu (1956) oraz Ministerstwie Kultury i Sztuki (1957–1972).

## Życiorys
Syn Stanisława i Ludwiki. Zdobył wykształcenie polonistyczne, absolwent Wydziału Humanistycznego Uniwersytetu Poznańskiego. W kampanii wrześniowej walczył w randze podporucznika rezerwy w 17 Wielkopolskiej Dywizji Piechoty w ramach 68 Pułku Piechoty, od 13 września 1939 był dowódcą 2 plutonu 3 kompanii. 18 września 1939 odniósł rany podczas walk w Puszczy Kampinoskiej. Od 1939 do 1945 przebywał w oficerskich obozach jenieckich.
Od 1945 zasiadał w zarządzie głównym Związku Samopomocy Chłopskiej, kierował nim w latach 1956–1958. W 1946 wstąpił do Stronnictwa Ludowego, pełnił funkcję członka Rady Naczelnej i zastępcy kierownika Wydziału Oświaty, Kultury i Propagandy Naczelnego Komitetu Wykonawczego SL. Po fuzji z listopada 1949 w ramach Zjednoczonego Stronnictwa Ludowego był członkiem Rady Naczelnej (1949–1956) i Naczelnego Komitetu ZSL (1956, 1959–1973), a także kierownikiem Wydziału Propagandy, Prasy i Wydawnictw Naczelnego Komitetu ZSL (1950). W kadencji 1957–1961 poseł na Sejm PRL II kadencji z okręgu Rybnik, od 1957 do 1958 kierował w nim Komisją Komunikacji i Łączności. Zajmował stanowisko podsekretarza stanu w Ministerstwie Skupu (luty – wrzesień 1956) oraz Ministerstwie Kultury i Sztuki (lipiec 1957 – luty 1972).
Zajmował stanowiska wicedyrektora Towarzystwa Uniwersytetów Robotniczych i Ludowych (1948–1949), wiceprezesa Centralnej Księgarni Rolniczej „Samopomoc Chłopska”, członka prezydium Tymczasowego Zarządu Kółek i Organizacji Rolniczych, wiceprezesa Ludowego Instytutu Oświaty i Kultury, sekretarza zarządu głównego Towarzystwa Przyjaźni Polsko-Radzieckiej (1953–1956) oraz członka Ogólnopolskiego Komitetu Wyborczego Frontu Jedności Narodu (od 1954). Od 1962 był członkiem Ogólnopolskiego Komitetu Pokoju.

## Odznaczenia
Posiadał m.in. następujące odznaczenia:
- Order Sztandaru Pracy I klasy
- Order Sztandaru Pracy II klasy
- Krzyż Komandorski Orderu Odrodzenia Polski
- Krzyż Oficerski Orderu Odrodzenia Polski (1954)[12]
- Krzyż Srebrny Orderu Virtuti Militari
- Krzyżem Walecznych (1966)[3]
- Medal 10-lecia Polski Ludowej (1955)[13]
- Medal 30-lecia Polski Ludowej
- Medal 40-lecia Polski Ludowej
- Złota Odznaka Honorowa Towarzystwa Przyjaźni Polsko-Radzieckiej (1967)[14]